# FREE THE MANE "END OF AMEN"
"FREE THE MANE "END OF AMEN""는 2023년 비프리의 생일인 8월 19일에 정식 발매된 B-FREE의 정규 10집이다.

## 앨범 소개
우리가 존재하는 이유. 사랑. FREE THE MANE "END OF AMEN"

## 앨범 발매 과정

### 발매 전
2023년 5월 경, 비프리의 인스타 라이브 방송에서 Free The Mane의 존재가 확인되었으며, 몇몇 작업 중인 곡들이 공개되었다.
2023년 8월 8일, 전체 앨범 아트워크와 트랙 리스트가 공개되었다 #
특이하게 앨범을 패트리온을 통해 선공개했다.
2023년 8월 16일, 사운드클라우드에도 전곡이 선공개되었다.
선공개의 반응들이 호평보다는 애매모호한 반응들이었고 그러다가 며칠 뒤 사운드클라우드에서 앨범이 내려갔다. 비프리에 의하면 앨범을 수정한다고 한다. 2023년 8월 19일 발매 전 비프리도 위의 반응들과 문제를 인식했는지 인스타에서 발매 버전은 또 다른 버전이니 그때 다시 들어보라는 말을 남겼다.
정식 발매본을 들어봐야 제대로 판단할 수 있기에 속단하기엔 이르다는 말도 있었으나 트랙 수 20개가 넘는 통앨범을 선공개한 이후로 처음부터 다시 녹음하고 만들기에 빠듯한 시간을 생각해본다면 결국 크게 달라지진 않을거란 우려도 못지않게 존재했다.
최종적으로 정식 발매 버전도 선공개때와 동일한 트랙수와 구성의 앨범 그대로 나온 것이 적중했다.

### 발매 후
2023년 8월 19일, 예정대로 모든 음원 사이트에 정식 발매되었다.
또한 동시에 뉴웨이브 레코즈 공식 채널에서 최초공개 라이브가 진행되었다.
2023년 08월 25일 인스타그램 라이브 방송을 진행했다.킹 사우스 쥐가 진행하는 팟캐스트에 첫 게스트로 참여해서 프리 더 메인 이야기를 굉장히 많이 했다고 한다. 프리 더 메인는 8월 19일에 내려고 급하게 작업을 하다 보니 앨범이 별로 마무리가 좋지 못했다고 밝혔다. FREE THE BEAST 4는 프리 더 메인을 만들던 도중 중단했으며, 그 앨범을 만들다 남은 파일들이 쌓여있다고 한다. 자신이 음악을 계속 내는 이유는 체력이 좋아서이고, 현재 라이브를 보고 있는 시청자가 거의 10대일텐데 체력이 안 좋으면 음악을 절대로 시작하지 말라고 조언했다. 그리고 비프리는 하와이에 살다 와서 기본적인 영어를 하는 데에 문제가 없어서 영어 관련 영상을 시청한 후 그 영상에 관해 이야기를 할 때가 종종 있는데, 라이브 시청자들에게 한국어로 된 영상은 솔직히 시청할 수 있는 주제가 영어보다는 한계가 있어서 너희들은 영어를 배워서 그에 관련된 콘텐츠를 감상하는 것이 인생에 나을 것이라고 조언을 하며 자신이 봤던 영상 내용을 언급하며 외계인, 일반인에게는 음모론으로 취급될 수 있는 내용에 대해 사회가 어떻게 흘러가는지에 대한 것을 언급하기도 하였으며, 기독교 신앙으로 판단되는 그의 3집 앨범 내용과는 다르게 신에 대한 의문을 가지는 불가지론 입장을 펼치기도 하였다.
또한 택시 운전을 하면서 깨달았는데 50대와 60대 남성들은 요즘 세상에 대해서 아무것도 모르는 것 같다고 말했다. 카카오택시 앱조차 사용할 줄 모르며, 소주에 뇌가 녹은 것 같다는 표현을 썼다. 그리고 그 세대의 사람들이 내 인생을 컨트롤 하고 모든 것을 통치해서 그 부분이 싫다고 했다.
이때 라이브 방송 댓글에 "담배를 어떻게 끊으셨나요"라는 질문이 들어오며 그가 금연에 성공했다는 소식도 언급되었다. 댓글을 본 비프리는 자신의 금연 소식을 어떻게 들었는지 모르겠다며 담배에 대한 안 좋은 인식을 갖고 있었고, 담배에 관한 영상을 보고 담배를 끊으면 담배를 피는 시간이 없어져 음악 만드는 시간을 확보할 수 있고, 같이 담배 피는 사람과 쓸데없는 잡담하는 것도 마음에 들지 않았으며, 체력이 늘어나고 건강해져서 음악을 만드는 시간이 더 늘어날 생각으로 바로 담배를 끊었다고 한다. 라이브 방송 후반부에는 자기 같은 방구석 음악가를 사랑해주는 사람들이 있다는 게 신기하고 매일 감사하다며 인생에 업보가 있으니 나처럼 살지 말라고 언급했다.
발매 후, 몇 주 뒤 이 앨범을 작업하는 사진을 올리면서 글도 같이 올렸다.
| 비프리 인스타그램 2023년 9월 9일 게시물 |
| --- |
| FREE THE MANE이라는 앨범을 내기 전 마지막 믹스 마스터 할 때 박진환이라는 친구가 찍어준 사진. 앨범이 나오기 직전에는 이번이 내 최고의 앨범이라는 생각을 하고, 나오는 순간 너무 부족하다는 생각에 마음에 안 든다. 그래서 다음에는 더 잘하겠다는 마음으로 다음 것을 하지 않나. 멋진 사진 고맙다 진환아. |

## 평가 및 반응
| 비프리, Free Hukky Shibaseki & the God Sun Symphony Group : Odyssey.1 中 |
| ------------------------------------------------------------------------ |
| 회사에서도 이번 앨범이 쫄닥 망했대                                       |

| 비프리, 인스타그램 라이브 방송 中 |
| --- |
| FREE THE MANE 부족한 점이 너무 많습니다. 저도 압니다. 하지만 뭐 들어주신 모든 분들께 너무 감사드리고 이렇게 이런 방구석 음악가를 이 나이에 누가 들어준다는 것 자체가 신기하고 그냥 감사할 뿐입니다. 매일 감사합니다. |

| 리드머 2023 국내 랩/힙합 앨범 베스트 10 9위 FREE THE MANE "END OF AMEN" 리뷰 中 |
| --- |
| [FREE THE MANE "END OF AMEN"]의 거의 모든 구성요소는 이상하리만큼 정제되지 않은 것처럼 들린다. 그럼에도 산만하거나 허술하지 않다. 요소 면면이 비프리의 정수를 품고 있기 때문이다. 배드 보이 레코드(Bad Boy Record)를 향한 헌사 가득한 비트를 포함하여 다양한 스타일을 감각적으로 주조한 비프리의 프로듀싱 실력은 여전히 놀랍다. [FREE THE MANE "END OF AMEN"]은 여러모로 비프리를 향한 기대치를 다시금 올리기에 충분한 앨범이다. |

리드머 2023 국내 랩/힙합 앨범 베스트 10 중에서 9위로 뽑혔다. 리드머는 이 앨범의 완성도는 좋지 않으나 구성 요소와 프로듀싱, 그리고 SKIT을 호평하였으며, 앞으로 행보를 기대하게 만들기에는 부족함이 없는 앨범이라고 호평했으며, 비프리의 다음 행보를 굉장히 기대한다고 의견을 밝혔다. 비프리도 리드머 글을 보고 인스타그램에 리드머의 평가를 캡쳐해서 올렸다.
리드머 필진 남성훈은 트위터를 통하여 비프리의 전작 앨범 FREE THE BEAST 2와 FREE THE BEAST 3 B-FREE VS KOREA는 이 앨범을 위한 빌드업 앨범 같다고 의견을 밝혔다.
우선 패트리온과 사운드클라우드에 선공개되었고 이후 수정을 하여 정식 발매되었으나 믹싱이 조금 나아진 수준에 그쳤고 드라마틱한 변화는 없었다. 지적을 많이 받은 부분이 프로듀싱과 비트쪽이 아닌 정작 본인과 피쳐링진들의 랩이란걸 생각해본다면 주요 비판점을 꽤 개선하지 못한 듯 하다. 실례로 트랙 중 하나인 FHD를 살펴보면 프리스타일을 내뱉는 듯한 노래에서 도입부에 비프리 본인이 랩을 완전히 절어버린것도 결국 손대지 못한채로 그냥 내보냈다. 비프리의 랩 못지 않거나 그 이상으로 혹평을 받은 피쳐링진들의 벌스들도 거의 그대로 넣었다.
애초에 시간적으로도 이를 개선하고 상당수를 다시 녹음을 하기엔 물리적인 시간이 부족했던 것으로 보인다. 그래서 선공개 버전의 사운드 믹싱 위주로만 좀 개선을 하고 마는데 그친 모양이다.
비트 면에서는 FREE THE BEAST 시리즈들에서 정립된 멤피스 랩 계통의 장르적 사운드 위주로 이어갔으나 와일드하고 러프한 느낌은 최대한 배제한채로 오히려 커리어 초기작들이 연상되는 차분한 바이브와 약간의 올드스쿨을 연상시키는 포인트를 섞어서 전체적으로 무난하고 상대적으로 듣기 편하게 진행되었다. 전면 공개가 아니고 선공개라 믹싱이 덜 된것 같다는 평도 소수지만 있었다.
다만 앨범에서 많이 혹평을 받는 부분은 다름아닌 바로 랩. 직전작들인 FREE THE BEAST 2와 FREE THE BEAST 3부터 리스너들 사이에서 점점 지적받아온 '비프리 본인과 피쳐링진들이 랩을 너무 대충 만들고 대충 하는것 같다.'란 랩 사운드에서의 청각적 비판들이 연이어 드러난 것으로 비춰진다.
이번에는 가라앉은 앨범 텐션에 맞춰서 자극적인 가사 요소들을 많이 도려냈지만 가사 작법의 접근 방식은 직전 시리즈를 답습하는, 마치 현장에서 리튼 프리스타일을 뱉어대는 듯한 정말 단순한 형태로 재차 짜여졌는데[ 이 부분에서 또다시 애매하다는 평을 받는 중이다. 가사의 메시지와 표현을 논하기 이전에 랩 사운드의 중요 요소인 벌스의 라임 배치 및 트랙 내내 소화하는 플로우 면에서 이를 끌고갔어야할 퀄리티가 아쉽다는 평. 비트들의 전반적인 분위기도 이번에는 잔잔한 편이라 지나치게 심플해진 래핑들의 단점이 전작들보다 더 드러나기도 했다.
특히나 2010년대 비프리의 랩이 비트와 잘 묻어나오면서 상시 자연스럽게 그루비함을 이끌어내던 래퍼 중 한 명이었다는 점을 많은 힙합 리스너들이 기억하고 있고 이번 앨범이 나름 그 초기작들의 바이브를 끌어내려던 면모를 감안한다면 더더욱 랩적인 면에서 아쉬운 소리가 나올 수 밖에 없었다.
앨범에 참여한 뉴웨이브 레코즈 사단 피쳐링 진들의 퍼포먼스도 같이 지적받는 편이며 전적으로 앨범 주인공인 비프리의 랩을 잘 보완하거나 시너지를 내는 역할을 이번에는 수행하지 못하고 도리어 역효과를 냈다는 의견들도 존재한다. 비트와 가사에서 자극적 요소가 충분했던 전작들에서는 호불호속에서도 이들의 역할이 로우함을 더 끌어냈다는 호평도 종종 존재했지만 이번 앨범의 분위기는 그것과는 정반대였기에 단점으로 작용해버린 셈이다.
실제로 비프리도 FREE THE MANE의 평이 안 좋다는 걸 인정하는데, 새 앨범 발매 기념으로 인스타 라이브를 했는데 힙합엘이 유저가 본 바로는 말을 안 하다가 FREE THE MANE에 대해서 말하는데 표지, 트랙리스트를 살짝 수정하는 것과 피지컬 구성이나 그런 게 준비 안 되어 있어서 당장은 안 나올 것 같으며 약간 발매일에 쫒겨서 준비가 안 된 것도 있고 사운드적으로 아쉽다고 했었다고 한다. 아무래도 택시기사를 하다보니 작업하는데 집중적으로 못한 것과 발매일에 발매해야한다는 것 때문에 수정할 시간이 부족한 게 결정적인 원인인 듯하다.
게다가 비프리의 친구가 이 앨범을 내기 전, 사진을 찍은 것을 막상 나오고 보니 너무 부족했다고 생각해 마음에 안 들었다는 것과 다음에는 더 잘해야겠다는 마음으로 다음 앨범을 만들겠다는 것과 멋진 사진을 찍은 친구에게 감사인사를 한 것을 인스타에 올렸다.

## 트랙 리스트
| #            | 제목                                                     | 재생 시간 |
| ------------ | -------------------------------------------------------- | --------- |
| 1.           | 〈NIGHTS OVER SEOUL〉                                    | 4:03      |
| 2.           | 〈아침 챙겨 먹어〉                                       | 3:11      |
| 3.           | 〈DO IT (2023)〉                                         | 3:01      |
| 4.           | 〈KING KONG〉                                            | 3:27      |
| 5.           | 〈우리는 어디서 왔나 EP.1 [Skit]〉                       | 1:48      |
| 6.           | 〈대화의 시작〉 (Feat. KWON KI BAEK, KING SOUTH G)       | 1:55      |
| 7.           | 〈SMOKE BREAK〉                                          | 3:30      |
| 8.           | 〈FHD〉                                                  | 3:08      |
| 9.           | 〈LOOK UP LOOK DOWN〉 (Feat. KWON KI BAEK, KING SOUTH G) | 5:31      |
| 10.          | 〈END OF THE DAY〉 (Feat. CHARITY)                       | 4:24      |
| 11.          | 〈WE ARE THE CHOSEN〉                                    | 2:24      |
| 12.          | 〈우리는 어디서 왔나 EP.2[Skit]〉                        | 2:57      |
| 13.          | 〈무단출입자〉                                           | 2:26      |
| 14.          | 〈NAMASTE〉                                              | 2:30      |
| 15.          | 〈고개를 들어〉                                          | 2:29      |
| 16.          | 〈잔소리〉 (Feat. KANG GUTS)                             | 3:25      |
| 17.          | 〈몽둥이 100대〉 (Feat. BUSYNESS MANE, IAMMONEY)         | 2:51      |
| 18.          | 〈MARY JANE〉                                            | 3:15      |
| 19.          | 〈평화〉 (Feat. IAMMONEY, KING SOUTH G)                  | 2:49      |
| 20.          | 〈RESPECT TO THE LEGENDS[Inst.]〉 (Feat. DJ BIGTER)      | 2:24      |
| 총 재생 시간 | 총 재생 시간                                             | 71:27     |

- PRODUCED BY FREE THE MANE, featuring artists
- LYRICS BY B-FREE, featuring artists
- COMPOSED BY FREE THE MANE
- ARRANGED BY FREE THE MANE
- MIXED & MASTERED BY FREE THE MANE
- SYNTH BY HASSAN MALIK
- SCRATCH BY DJ SOULSCAPE
- ASSISTED BY IJIONSHIN

가사들의 맞춤법이 굉장히 많이 틀려있는데, 비프리가 직접 업로드한 가사이므로 수정하지 않는다.

### 삭제된 트랙
- 어르신이 말씀하시길 / WORDS FROM THE WISE

스킷 트랙이다. 비프리와 택시기사와의 대화가 이야기로 나온다.
해당 택시 기사 동의를 받지 못한 것이 문제가 되었는지, 2024년 5월 23일부터 모든 음원 플랫폼에서는 들을 수 없게 되었다. CD 앨범을 구매한 사람은 해당 Skit을 들을 수 있다.

## 여담
- 앨범 발매일인 8월 19일은 비프리 본인의 생일이기도 하다.

- 패트리온에 5달러를 후원하여 앨범을 먼저 들을 수 있었다. 그런데 선공개된 앨범이 올라온 게시물이 갑자기 내려가며 다시 사운드클라우드에 업로드되었다. 5달러를 후원하고 앨범을 들을 수 있는 권리를 잃게 되자 인스타그램에서 리스너들과 비프리와의 다툼이 있기도 하였다. 이후 수정을 위해 사운드클라우드에서도 앨범에 내려갔다.

- 비프리는 패트리온이 주로 특정 인물이 19금 사진을 공유하고 돈을 버는 곳인데 그런 곳인 줄 하나도 몰랐는지, 비프리한테 그러한 것을 요청하는 사람들이 있었는지, 변태같은 말을 하는 사람들이 있어서 곧 탈퇴하겠다고 말하였다. 비프리는 후원자들에게 저에게 후원을 하신 분들에게 전하는 먼저 들어볼 수 있는 선물이라며, FREE THE BEAST에 키스에이프가 빠졌던 내 옷에 피 오리지날 곡을 하나 올렸고 며칠 뒤 탈퇴하였다.[14] 해당 곡은 비프리 팬이 유튜브 영상을 만들어 업로드하였다. 휴식 오리지날 버전은 비프리가 자신의 사운드클라우드에 올렸다.[15] 키스에이프가 두 곡이나 참여했으나 참여한 채로 발매될 뻔한 FREE THE BEAST 수록곡 중 하나인, 내 옷에 피는 2023년 후반에 키스에이프 크레딧이 있는 채로 싱글로 발매되었다. 내 옷에 피의 벌스는, 비프리가 FREE THE BEAST를 정식으로 발매하기 전 인스타그램 라이브로 사람들에게 들려줬었는데, 내 옷에 피 원곡을 들었든 사람들은 키스에이프의 내 옷에 피 벌스가 죽여줬다는 썰이 커뮤니티를 돌았었다. 정식으로 싱글 발매된 후, 내 옷에 피의 키스에이프 벌스가 좋은 평을 받고 있으며, 다른 곡은 '휴식'인데 권기백 벌스보다 별로라는 평이 많다.

- 레이블 STONESHIP의 똘배는 앨범이 공개되기 전에 FREE THE BEAST + Korean Dream이라고 평가하였다.[16] 다만 발매 이후엔 프로듀싱은 Korean Dream과 유사하지만 가사와 스킷 사용이 FREE THE BEAST 2에 가깝다는 여론이 많은 편이다.

- 클린 버전도 같이 발매한 이유는 친구가 비프리 음악을 매장에서 틀고 싶은데 욕이 나와서 틀기 힘들어서 클린 버전도 같이 발매한 것이라고 한다.[17]

- 라디오 인터뷰에 의하면 자신이 앨범 표지의 구도만 잡아주고, 최종은 와이프가 디자인했다고 한다. 앨범의 여성이 자신의 와이프, 남성이 자기 자신이라고 하였다.[18]

- 디보는 2023년 08월 19일에 인스타그램 릴스로 올려 앨범 홍보를 해주었다. "이 노래 알아요?"로 시작하며 'Hot Summer' 비트에 랩을 하였고, 비프리 형 앨범 좋으니 꼭 들어보라고 말한다.

- 2024년 5월 23일, 스킷인 '어르신이 말씀하시길'이 모든 음원 플랫폼에서 삭제되었다. 유튜브 뮤직에서는 이후로 두 번 정도 재업로드가 되면서 조회수가 초기화되었다.